# Schmalkaldisch Verbond
Het Schmalkaldisch Verbond (Duits: Schmalkaldischer Bund) was een protestants verbond van Duitse vorsten en rijkssteden, dat op 27 februari 1531 in Slot Wilhelmsburg, in Schmalkalden, gesloten werd. De leden van het verbond ijverden voor de erkenning van de nieuwe Duitse godsdienst, het lutheranisme.
De stichting van het verbond was een vervolg op de voorlezing aan keizer Karel V van de protestantse bekentenis, de Confessio Augustana, op de Rijksdag van Augsburg van 1530. Om de dreigende achterstelling van de protestanten tegen te gaan, sloten landgraaf Filips I van Hessen, keurvorst Johan Frederik van Saksen, hertog Filips van Brunswijk-Grubenhagen, hertog Ernst I van Brunswijk-Lüneburg, de vorst van Anhalt-Köthen, en drie neder- en acht bovenduitse rijkssteden zich aaneen. De Zwitserse protestantse kantons werden buitengesloten, deels door de tegenstelling Luther - Zwingli, deels door onderling wantrouwen.
Nadat hertog Ulrich van Württemberg in 1534 zijn land weer heroverd had en ook lid werd, steeg de betekenis van het verbond nog meer. Naast de keizer sloten ook buitenlandse regeringen en de paus verdragen met het Schmalkaldisch Verbond. Door een dreigende oorlog tegen de Turken zag de keizer zich in 1532 (het Neurenbergse religievraagstuk) tot uittreden genoodzaakt. Innerlijk bleef het verbond sterk; in 1538 werd een alliantie met Denemarken aangegaan. In 1541 lukte het de keizer de landgraaf Filips I van Hessen voor zich te winnen en later ook hertog Maurits van Saksen. Omdat het Schmalkaldische Verbond nu verlamd was, besloot de keizer het religievraagstuk met geweld op te lossen en voerde in 1546 en 1547, verbonden met de paus, Beieren en enkele protestantse vorsten, de Schmalkaldische Oorlog, die het Verbond verloor. In 1547/48 moesten de verslagen vorsten van het Schmalkaldisch Verbond op de zogenoemde geharnaste Rijksdag van Augsburg het Interim van Augsburg aannemen. Het verbond hield op te bestaan, maar het Interim werd in veel Duitse gebieden niet of slechts gedeeltelijk ingevoerd. In 1555 werd de godsdienstvrede van Augsburg gesloten, waarin het lutheranisme binnen het Rijk officieel getolereerd werd.

## Leden

### Stichtende leden
|  | Territoria |  | Rijkssteden |
|  | --- |  | --- |
|  | landgraafschap Hessen keurvorstendom Saksen hertogdom Brunswijk-Lüneburg graafschap Mansfeld vorstendom Anhalt-Köthen hertogdom Brunswijk-Grubenhagen graafschap Erbach |  | rijksstad Straatsburg rijksstad Ulm rijksstad Konstanz rijksstad Reutlingen rijksstad Memmingen rijksstad Lindau rijksstad Biberach rijksstad Isny |
|  | |  | |
|  | Nedersaksische steden |  | Hanzesteden |
|  | Maagdenburg |  | rijksstad Bremen rijksstad Lübeck (1536 uitgetreden)                                                                                               |

### Later toegetreden leden
|  | Territoria |  | Rijkssteden |
|  | --- |  | --- |
|  | vorstendom Anhalt-Dessau (1536) hertogdom Pommeren-Stettin (1536) hertogdom Pommeren-Wolgast (1536) markgraafschap Brandenburg-Küstrin (1538) hertogdom Rochlitz graafschap Nassau-Weilburg (augustus 1537) graafschap Schwarzburg-Arnstadt graafschap Tecklenburg (1538) hertogdom Württemberg (1536) hertogdom Brunswijk-Wolfenbüttel (1542) hertogdom Saksen (1539-1541) |  | rijksstad Esslingen (1531/32) rijksstad Nordhausen (1532) rijksstad Frankfort (1536) rijksstad Augsburg (1536) rijksstad Kempten (1536) rijksstad Heilbronn (juli 1538) rijksstad Schwäbisch Hall (1538) rijksstad Dinkelsbühl (1546) rijksstad Bopfingen (september 1546) |
|  | |  | |
|  | Nedersaksische steden |  | Hanzesteden |
|  | Einbeck (1531/32) rijksstad Goslar (1531/32) Brunswijk (1531/32) Hannover (1536) Göttingen (mei 1531) Hildesheim (januari 1543) Osnabrück (1544) |  | rijksstad Hamburg (1536) Minden (augustus 1536) |